# Khalip
Khalip (tiếng Ả Rập خليفة Khalīfahⓘ, tiếng Anh: caliph, tiếng Pháp: calife) là vị chức sắc cao nhất đối với tín đồ Hồi giáo trên thế giới. Trong nhiều thế kỷ, khalip cũng giữ vai trò hoàng đế chung của tất cả các nước mà Hồi giáo là quốc đạo.
Về mặt tôn giáo, so với chức giáo hoàng của Công giáo Rôma thì khalip có ít quyền hơn, chẳng hạn như không có quyền phong thánh. Khalip cũng không được phép sửa đổi giáo điều hay giáo luật nên gọi là "giáo chủ" cũng không được thích hợp lắm.
Giới học giả Việt Nam vốn chưa quan tâm nhiều đến lịch sử các quốc gia Hồi giáo, mà các từ điển thường thức Âu Mỹ cũng không định nghĩa rõ ràng hoặc chưa đúng lắm, nên trong các từ điển Anh-Việt, Pháp-Việt, danh từ caliph/calife thường được dịch là "quốc vương", "vua" hoặc đôi khi là "hoàng đế" kèm thêm "ở một nước Hồi giáo" hay "ở các nước Hồi giáo". Trong các tình huống thông thường, cách dịch này thỏa mãn nhu cầu của người dùng từ điển.
Nhưng để tìm hiểu lịch sử các nước như Ai Cập, Syria, Iraq, Iran, Maroc v.v. trong giai đoạn từ thế kỷ 7 đến thế kỷ 13 hoặc sau nữa, thì các danh từ này dễ gây hiểu lầm một số sự kiện. Nhất là vào những giai đoạn mà vừa có khalip, vừa có sultan, mà danh từ sultan cũng thường được các từ điển dịch là "hoàng đế", "quốc vương", "vua" kèm thêm "ở Thổ Nhĩ Kỳ", hay "ở các nước Hồi giáo".
Sau đây là mô hình phong kiến của các nước Hồi giáo xưa:
- Chức êmia là một vua chư hầu nhỏ, cai quản một hay vài thành trì.
- Chức sultan thống lĩnh nhiều êmia.
- Chức khalip cao nhất.

Một số sultan cũng không thần phục khalip, nhưng không tranh chức với những người này.
Ngoài ra, trong thời gian các khalip tồn tại (632 – 1922), các lãnh tụ quốc gia trong các xứ Hồi giáo cũng được gọi theo các tước hiệu khác như:
- Malik (vua, theo tiếng Ả Rập)
- Shah (vua, theo tiếng Ba Tư)
- Khan (Hãn, theo tiếng Hồi tộc và Mông tộc)
- Baig, Bay, Beigh, Beg, Bek, Bey (thủ lĩnh, lãnh chúa theo tiếng Thổ Nhĩ Kỳ, một chi của Hồi tộc)
- Khedive (chúa, theo tiếng Ba Tư và tiếng Thổ Nhĩ Kỳ)
- Sharif (nhà quý tộc, theo tiếng Ả Rập)[1]
- Wali (tổng đốc, theo tiếng Ả Rập - nhưng các tổng đốc này cai trị "tỉnh" (Wilayah) của họ như là giang sơn riêng)

### Nhà Omeyyad (661 - 750)

Lãnh thổ của các khalip đầu tiên.
Đầu đời các khalip, 632
Sự bành trướng dưới thời các khalip chính thống, 632-661
Sự bành trướng dưới thời nhà Omeyyad, 661-750

### Nhà Abbas (750 -1258)

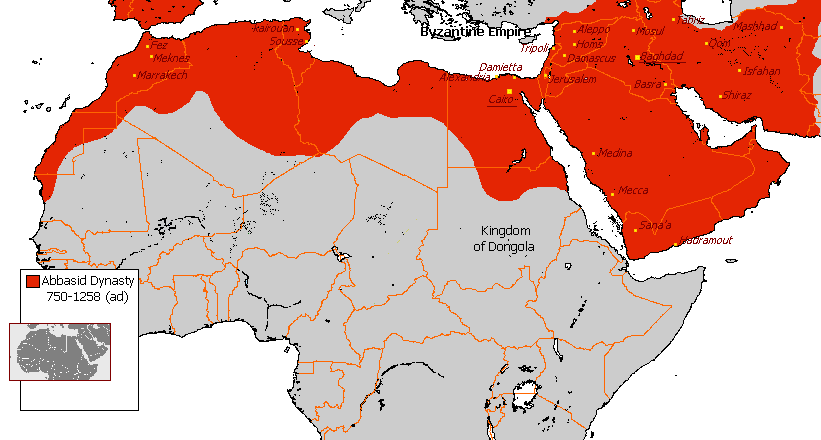
Bản đồ đế quốc Abbas vào lúc rộng lớn nhất.

### Nhà Ottoman (1517 - 1924)

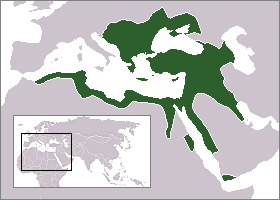
Đế quốc Ottoman năm 1683

### Nhà Omeyyad ở Cordoba (929 - 1031)

Bản đồ chỉ ra nhà nước khalip Córdoba, khoảng năm 1000.